# 米哈伊爾·謝苗諾維奇·沃龍佐夫
米哈伊尔·谢苗诺维奇·沃龙佐夫 王子（羅馬化：Knyaz Mikhail Semyonovich Vorontsov；1782年5月30日—1856年11月18日），俄羅斯帝國貴族及陸軍元帥，因在拿破崙戰爭和高加索戰爭中的貢獻而闻名。